# Kanton Sedan-Nord
Kanton Sedan-Nord (fr. Canton de Sedan-Nord) byl francouzský kanton v departementu Ardensko v regionu Champagne-Ardenne. Tvořilo ho sedm obcí. Zrušen byl po reformě kantonů 2014.

## Obce kantonu
- La Chapelle
- Fleigneux
- Floing
- Givonne
- Glaire
- Illy
- Sedan (severní část)